# James Kirkwood Jr.
 (mai 2020).
Si vous disposez d'ouvrages ou d'articles de référence ou si vous connaissez des sites web de qualité traitant du thème abordé ici, merci de compléter l'article en donnant les références utiles à sa vérifiabilité et en les liant à la section « Notes et références ».
Pour les articles homonymes, voir James Kirkwood et Kirkwood.

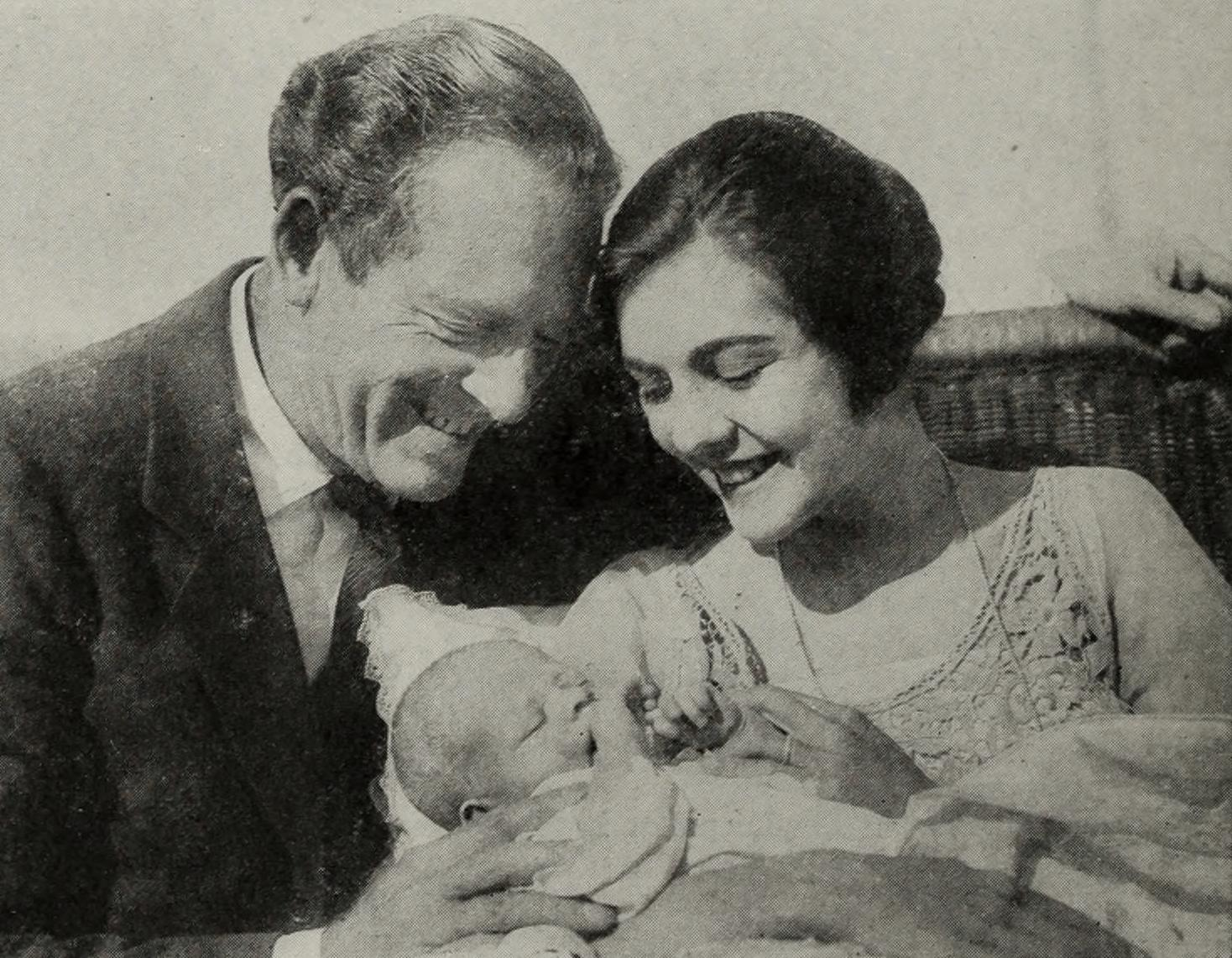
James Kirkwood et Lila Lee, avec leur fils James Kirkwood Junior

James Kirkwood Jr., né le 22 août 1924 et mort le 21 avril 1989, est un romancier, dramaturge et acteur américain.

## Biographie
Fils de James Kirkwood Sr. et de Lila Lee, il est né à Los Angeles le 22 août 1924 et mort à New York le 21 avril 1989.